# Раковский, Иван Иванович
Иван Иванович Раковский (21 февраля (5 марта) 1815, Ставное, Австрийская империя — 21 ноября (3 декабря) 1885) — карпаторусский униатский священник, писатель и общественный деятель. Идеолог перехода закарпатских русинов из униатства в православие.

## Биография
Иван Раковский родился в 1815 году в деревне Ставное Ужанской столицы, в семье уездного нотариуса. В 1824 году он был отдан в Ужгородскую гимназию, после которой два года обучался в Кошицах. Высшее образование получал в ужгородском богословском лицее. В 1836 году его определили в епископскую канцелярию, где он занимался два года. В 1839 году Иван Раковский был рукоположен во иереи, добровольно оставшись безбрачным. Его определили на приход в Вышней Рыбице Ужанской столицы, там он прослужил пять лет, затем же был переведен в Ужгород, где занял должность вице-ректора духовной семинарии и поступил преподавателем в местную учительскую семинарию.
В 1850 году его назначили редактором «Земского правительственного вестника для королевства Угорщины» в Будапеште. Вестник он издавал на общерусском литературном языке. Кроме того, в это время он стал одним из основателей и редактором «Церковной газеты». По воспоминаниям самого Раковского, идея создания в Будапеште газеты на русском языке родилась в доме А. И. Добрянского в Будине, где собирались Раковский, Радолинский, Поларик и другие славяне. Осенью 1855 года Раковский обратился за содействием к председателю Общества Св. Стефана канонику Иоанну Даниелику, с которым был хорошо знаком, так как сотрудничал как корреспондент в его мадьярском церковном журнале «Religio». Несмотря на затруднения во взаимодействии с полицией, издание газеты удалось организовать. В ней печатались в основном статьи из российских изданий, таких как «Воскресное чтение», «Христианское чтение», «Творения Святых Отцов в русском переводе», а также статьи Я. Ф. Головацкого, А. В. Духновича и других. Но власти не были довольны распространением газеты, и в конечном итоге 19 мая 1858 года она «Церковная газета» была закрыта, так как употребление «великорусского языка» было признано опасным для монархии. Полиция уведомила Раковского, что ему может быть разрешено издание газеты, если он изменит её язык. Раковский решился на компромисс, переименовал газету в «Церковный вестник» и заменив гражданский шрифт на церковнославянский, стал придавать языку форму народного говора. В течение 1858 года вышло 10 номеров «Церковного вестника», но правительство, в конце концов, сочло, что язык газеты все равно остается «великорусским», и отрешило Раковского от должности редактора.
В 1859 году отец Иоанн был назначен настоятелем прихода в селе Иза Мармарошского комитата. Там он полностью отдался пастырскому служению, получив возможность влиять на народ непосредственно в личном общении и своим примером. Вскоре его приход стал образцовым по всей епархии. Отец Иоанн не пропускал ни одного богослужения (хотя на приходе был ещё один священник), постоянно читал проповеди и занимался просвещением крестьян. Он рассказывал прихожанам о различиях между восточным и западным обрядами, открыто выражая свои симпатии к православию. Почти все селяне были обучены читать и писать по-русски, хорошо знали Закон Божий, богослужение, разбирались в религиозных вопросах. Впоследствии, уже после смерти отца Иоанна, крестьяне Изы стали массово переходить в православие, что привело к целой череде судебных разбирательств (Первый и Второй Мармарош-Сиготские процессы, Процесс братьев Геровских) и репрессий.
В 1860 году Раковский отправился в Вену к своему другу Михаилу Раевскому, который познакомил его с российским посланником. С его помощью он получил должность ректора духовной семинарии городе Холм. Однако Папский нунций не утвердил его в должности, и отец Иоанн вернулся в Изу. Там он продолжал сотрудничать с ужгородскими газетами «„Свѣтъ“», «Карпат», «Сова» и другими угро-русскими и галицкими изданиями, а также с киевским «Вестником юго-западной и западной России». Издавал он и свои труды — написал «Русскую грамматику» на мадьярском языке, учебник «Арифметика» для народных школ. Раковский в 1866 году был соучредителем Общества Василия Великого, и с 1867 года состоял его товарищем председателя.
Одной из главных заслуг Раковского видят его усердные труды в распространении общерусского литературного языка в Угорской Руси. Сам он писал по этому поводу: 

Наша Угорская Русь никогда ни на минуту не колебалась заявить своё сочувствіе къ литературному единенію съ прочею Русью. У насъ, такъ сказать, никогда и вопроса не было по части образованія какого-нибудь отдѣльнаго литературнаго языка. Всѣ наши писатели, съ самаго начала вступленія на поприще распространенія народнаго просвѣщенія, руководились одною мыслію, имѣющею цѣлію литературное объединеніе. Сія мысль столь овладѣла нашими писателями, что они, можно сказать, были постоянными подвижниками великой идеи о всеславянскомъ литературномъ соединеніи, получившей торжественное освященіе въ славянском мірѣ.

## Смерть
Скончался отец Иоанн 21 ноября (3 декабря) 1885 года. Его смерть вызвала большой резонанс в обществе, многие считали, что он был отравлен. Поводом для этих суждения служила известная неприязнь австрийских и венгерских властей к священнику. Он неоднократно вызывался на допросы в греко-католическое Епархиальное управление, где его убеждали отказаться от своей деятельности. Ввиду непреклонности Раковского, о нём было заявлено в Министерство вероисповеданий, куда он обязан был явиться по вызову. Предвидя, что эта поездка в Будапешт ничем хорошим не закончится, Раковский в 1885 году решил бежать в Россию. Подробности побега, полного загадочных событий, известны со слов разных свидетелей, ручаться за искренность которых нельзя. Таким образом, остается неизвестным, по какой причине точно умер Раковский.